# Pietarinkatu
La rue de Saint-Pierre (finnois : Pietarinkatu) est une rue du quartier d'Ullanlinna à Helsinki  en Finlande .

## Présentation
Pietarinkatu est une rue orientée est-ouest d'environ 630 mètres de long.
Elle part de Raatimiehenkatu et se termine à la limite d'Eira.
La rue Pietarinkatu est à double sens sur toute sa longueur.

## Histoire
Pietarinkatu est nommée en raison de la statue de l'apôtre Saint-Pierre de la façade de la cathédrale catholique Saint-Henri qui est située a proximité de son extrémité orientale.
Dans les années 1970, Pietarinkatu 3 abritait la résidence officielle de l'officier et diplomate soviétique du KGB Viktor Vladimirov.

## Galerie

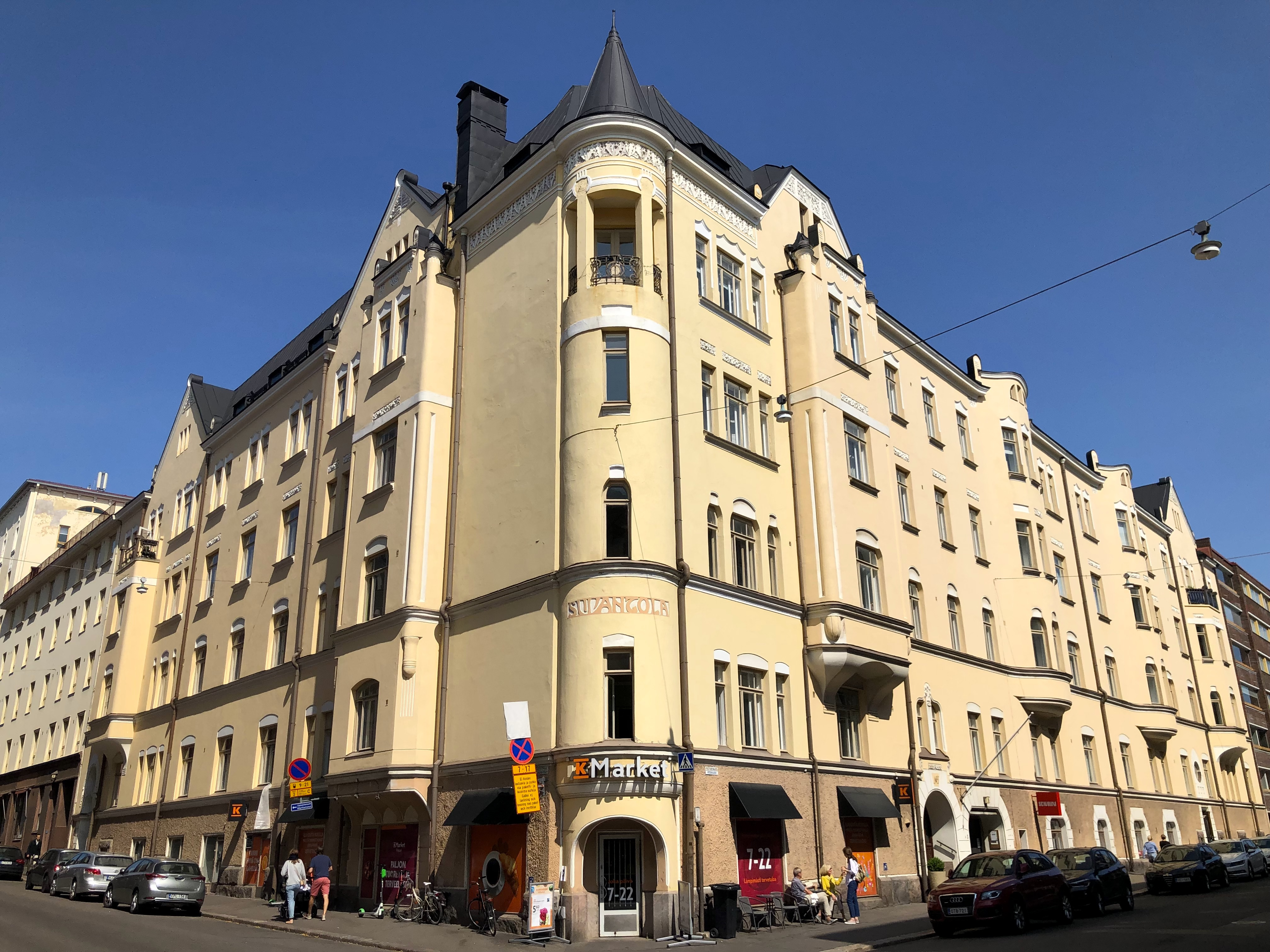
Croisement de Neitsytpolku et Pietarinkatu.
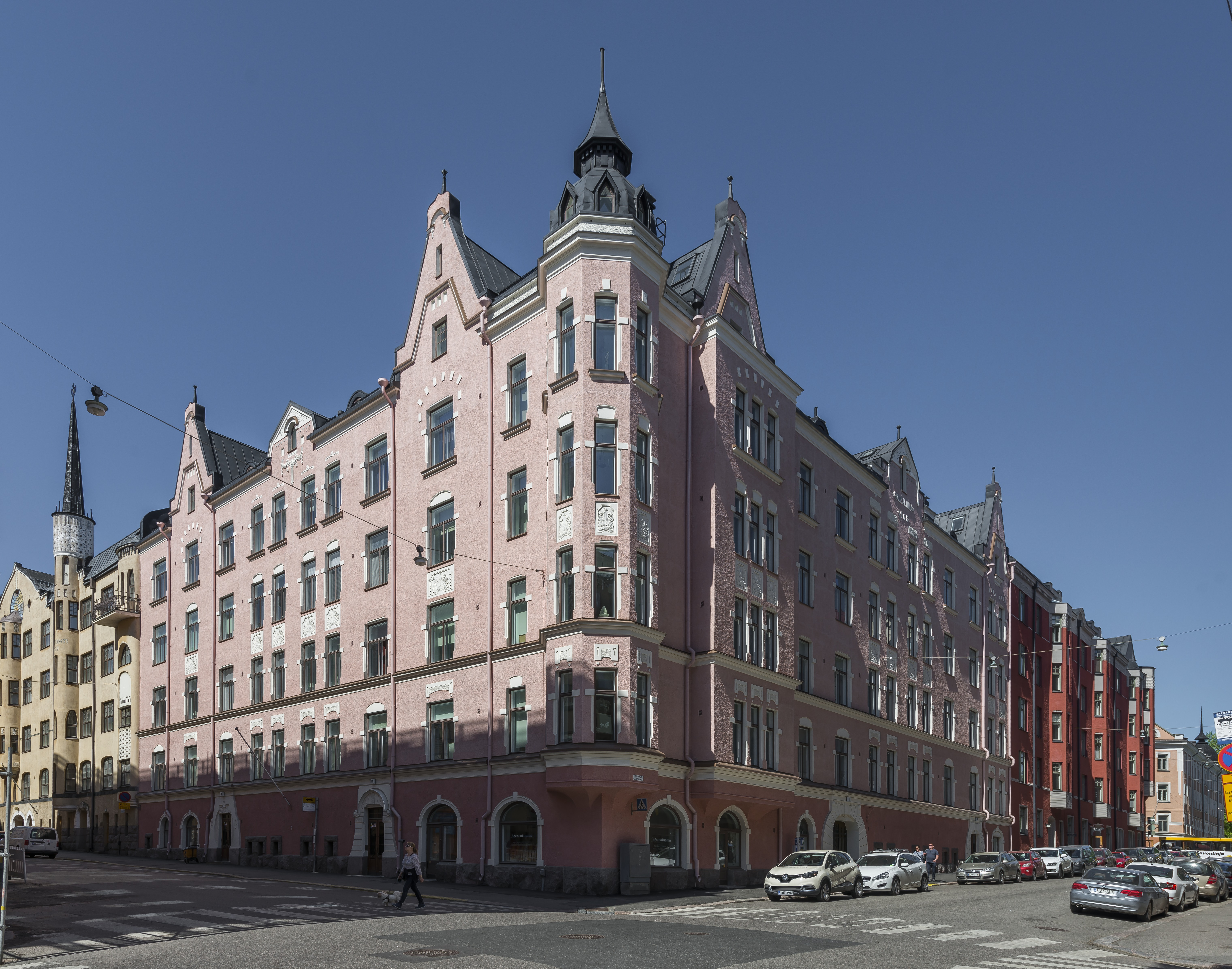
Pietarinkatu 7.
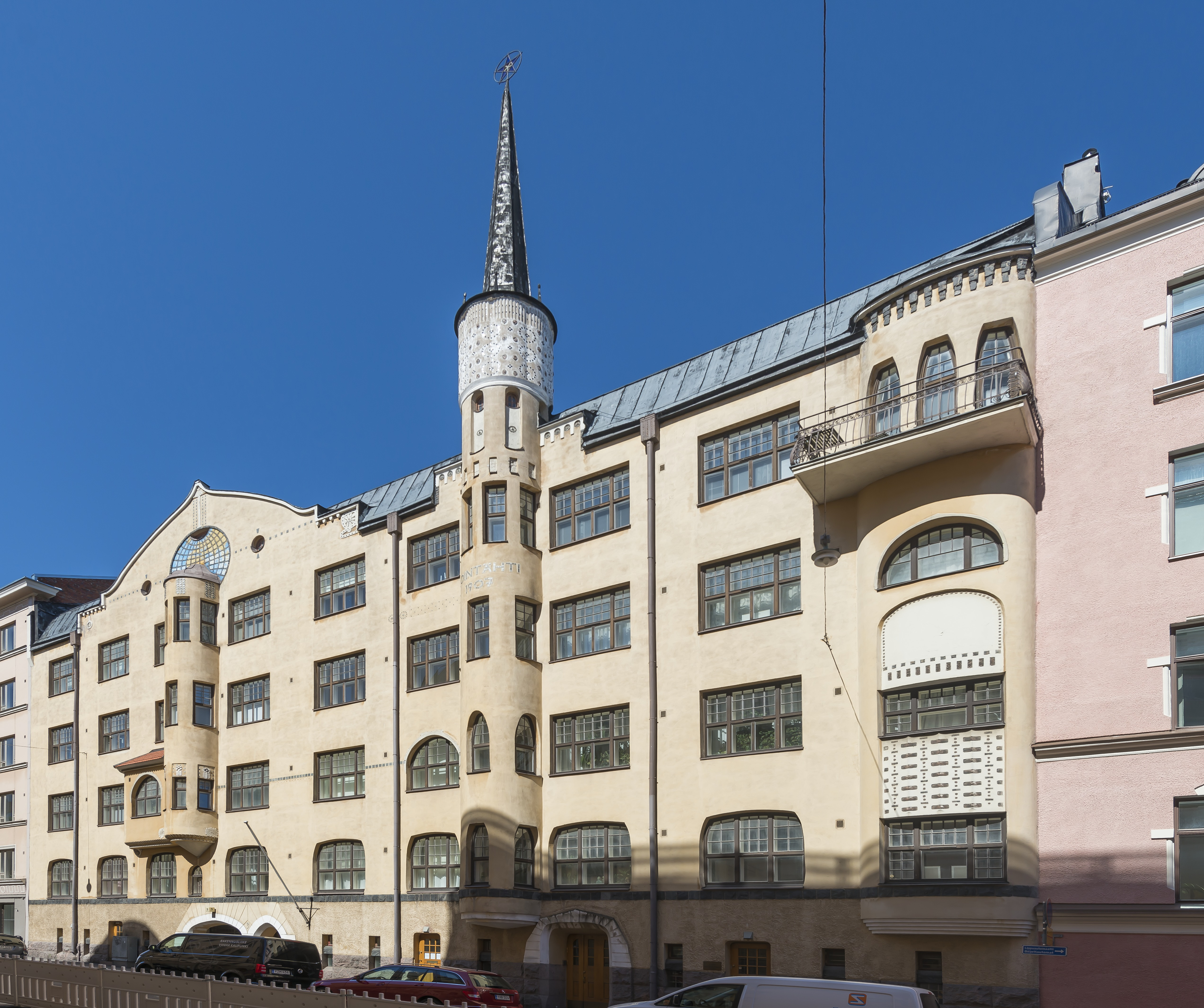
Pietarinkatu 9.
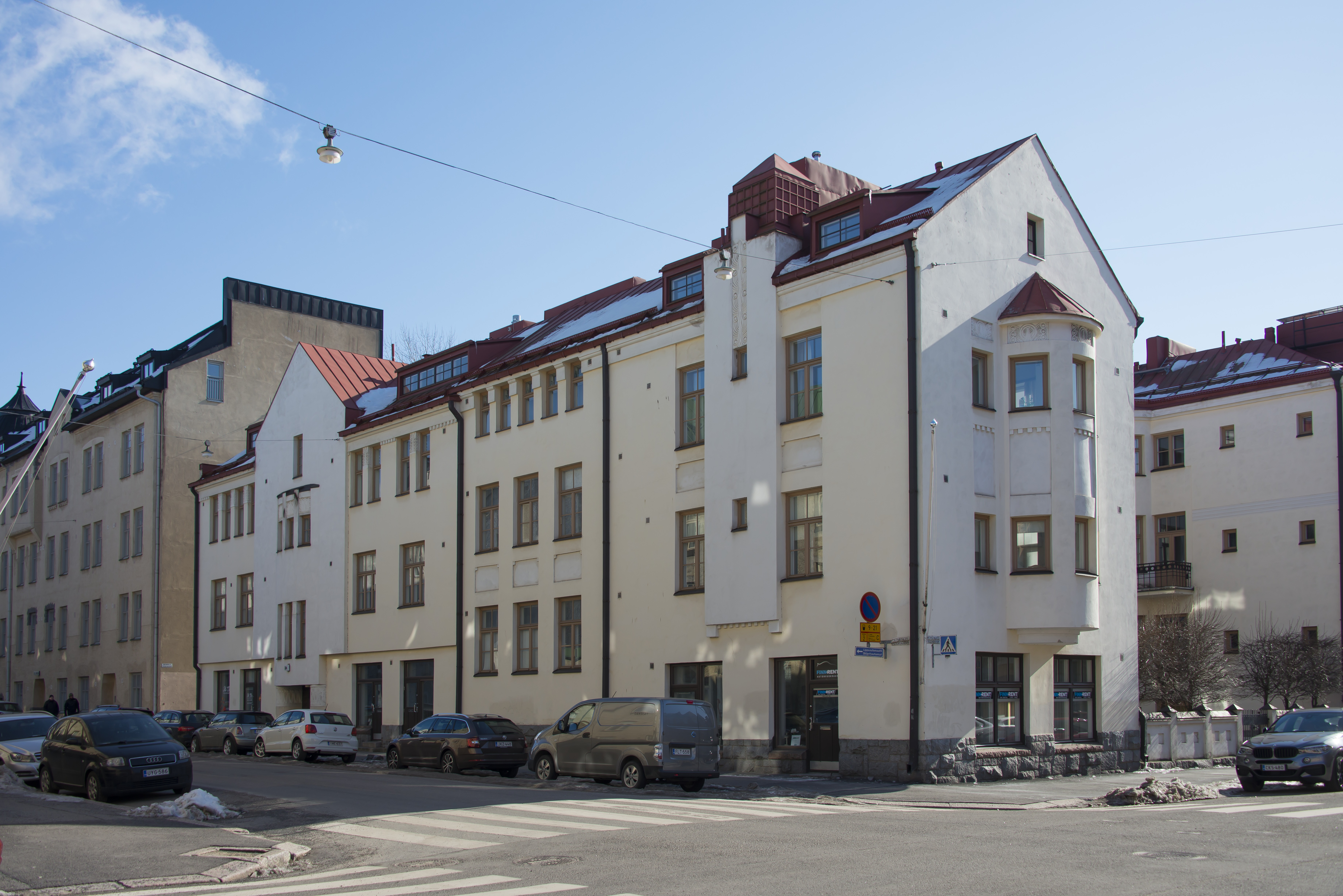
Pietarinkatu 22.
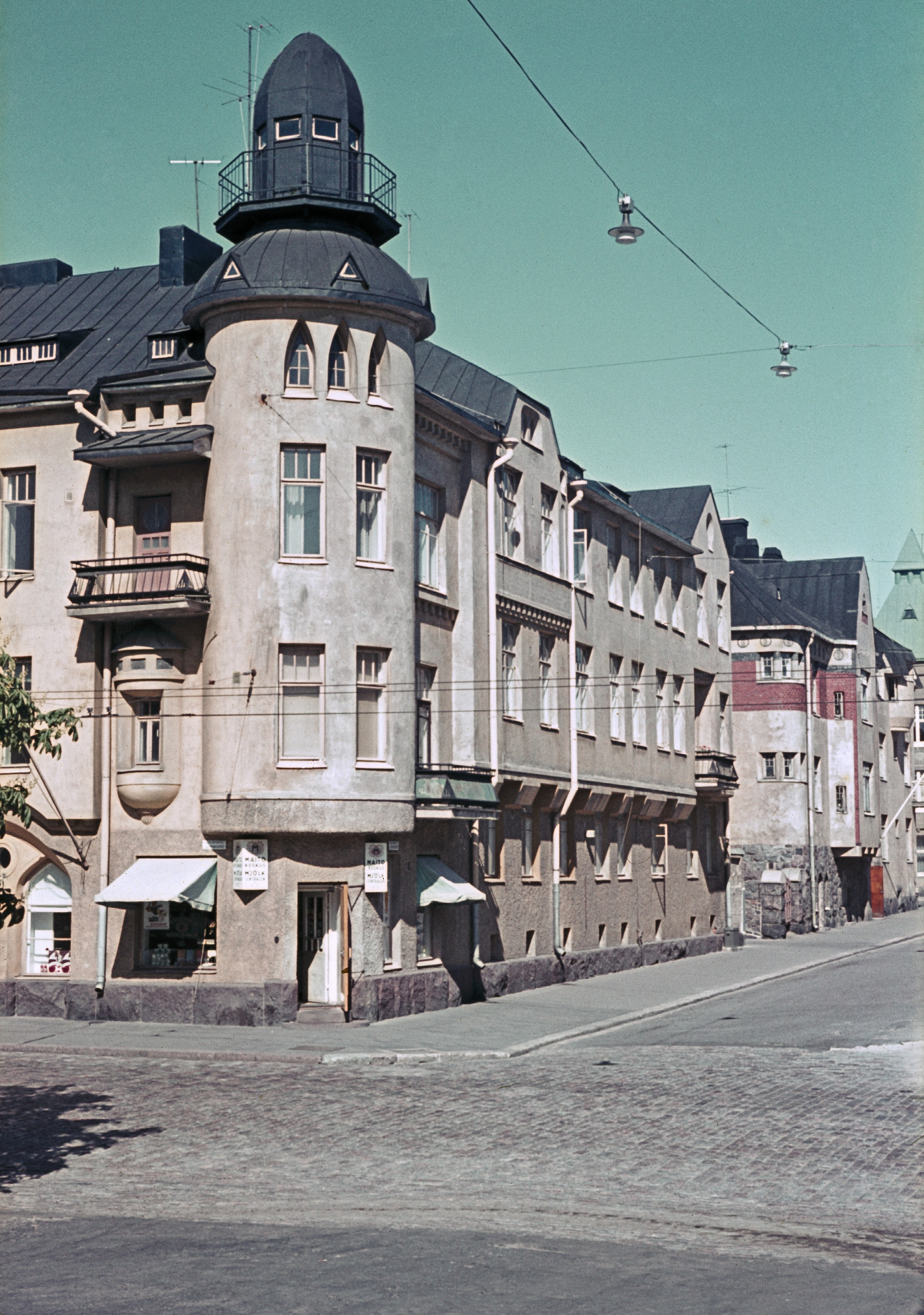
Pietarinkatu 25.